# Сасумата

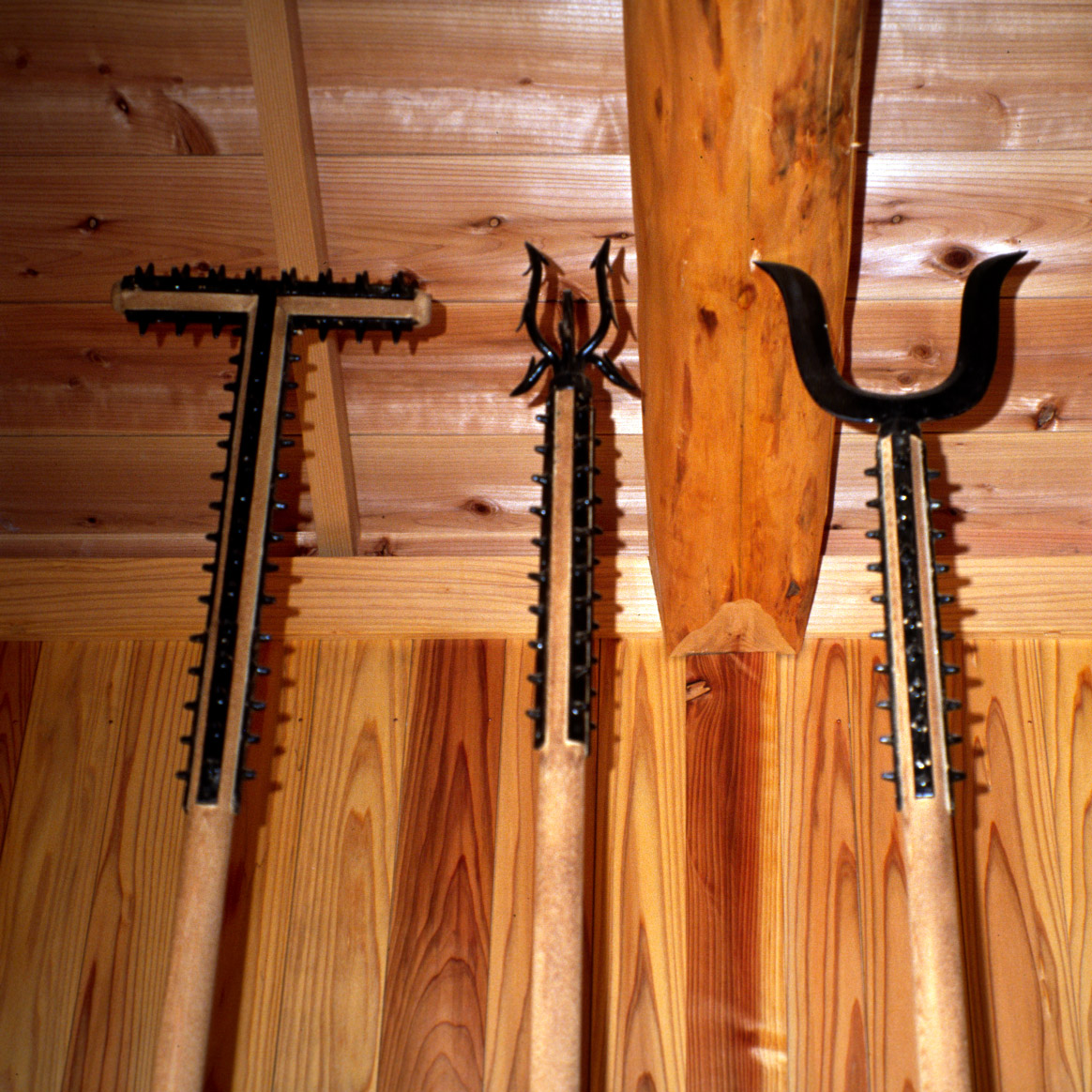
Цукубо, содэгарами, сасумата

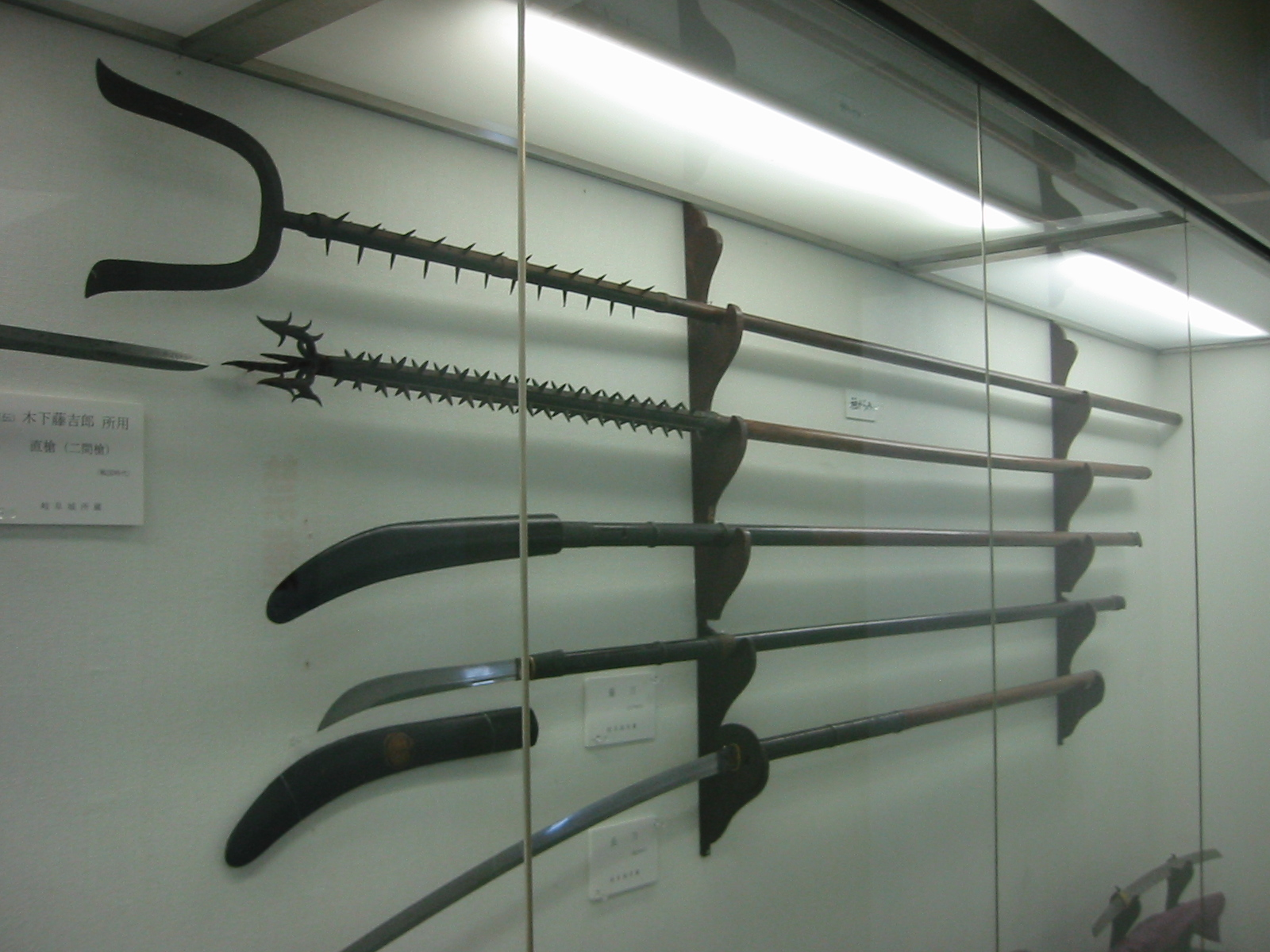
Сасумата, содэгарами, две нагинаты, нагамаки

Сасумата (яп. 刺股) — японский боевой ухват, а также средство пожаротушения.
Состоял из ухватообразного уплощённого по плоскости рукояти наконечника, насаженного на деревянное, нередко усиленное металлом древко длиною около двух метров.

## История
Хотя некоторые источники относят появление сасумат к периоду Муромати, большинство источников упоминают их применение в Эдо, когда самураи стали нести ответственность за правоохранительные операции. В этот период множество разновидностей нелетального оружия стало применяться для задержания преступников для суда как полицейскими-самураями, так и простолюдинами.
Наряду с содэгарами и цукубо сасуматы применялись полицией для задержания преступников. Наконечником старались поймать оружие противника или провести воздействие на ногу, шею или сустав, или зацепить часть одежды, чтобы задержать его, пока остальные не поймают и свяжут. На древке делались шипы, чтобы противник не мог ухватиться за него.

## Пожаротушение
Существовали версии инструмента, предназначенные для пожаротушения, аналогично тобигути (баграм хикэси), они известны как тёкякусан, ринкаку, тэцубара и токикама. Аналоги со схожей ролью при пожарах известны в Китае под названием чанцзяоцянь, и иногда чагань или хоча. Сасумата-подобные инстурменты использовались пожарными для демонтажа горящих зданий и подъёма лестниц.

## В наши дни
Сасуматы до сих пор время от времени применяются в Японии как полицией, так и как персональный инструмент самообороны. Современные образцы сасумат не имеют лезвий или шипов и обычно выполнены из алюминия. Маркетинг преподносит сасуматы как ответ на страхи связанные с нападениями на школы. Рост сообщений о насильственных вторжениях вынудил многие японские школы содержать сасуматы, чтобы учителя могли защитить себя и учеников в случае нападения и задержать потенциальную угрозу до прибытия властей.

## Галерея

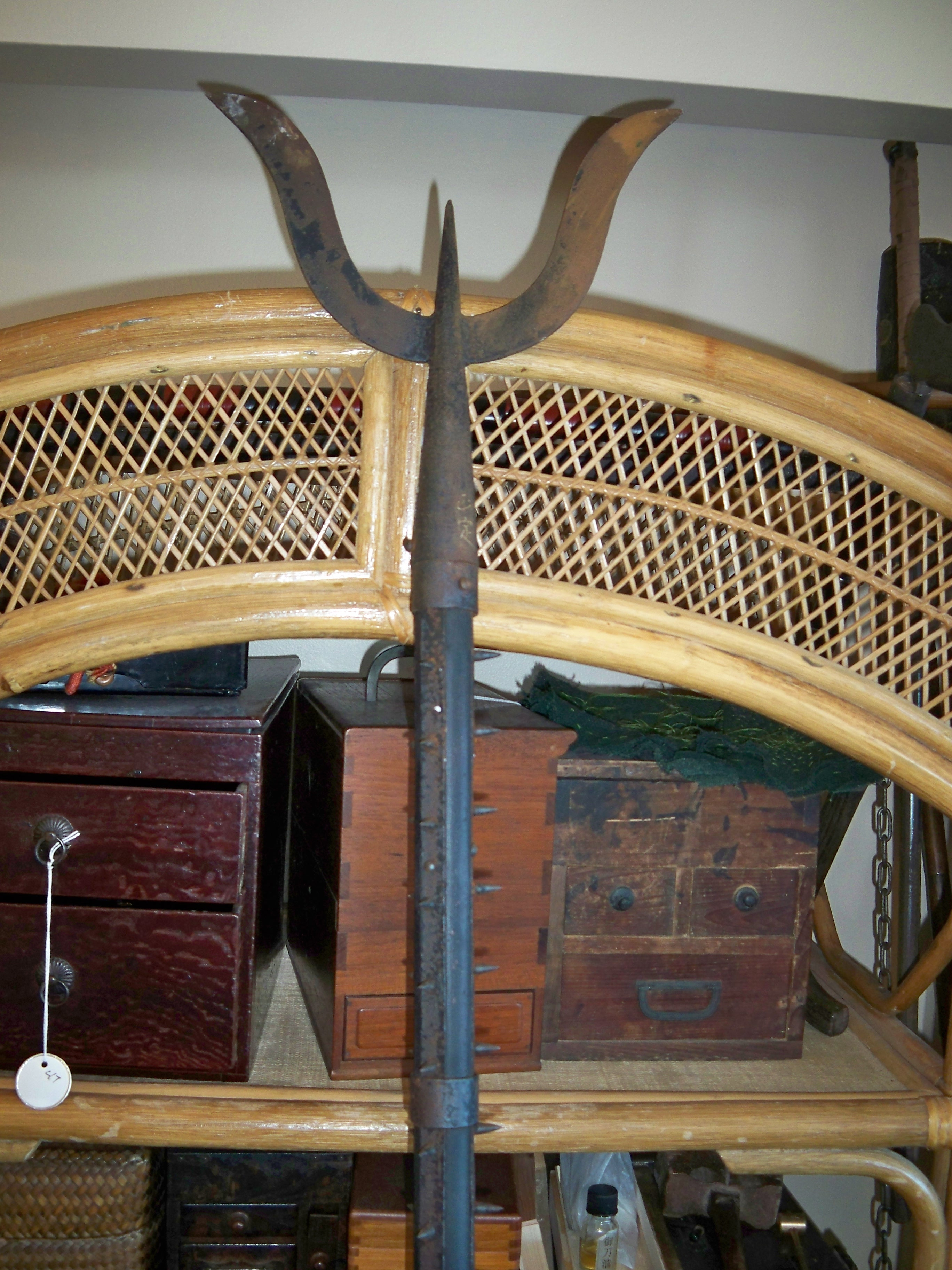
Сасумата периода Эдо, применявшаяся для поимки преступников и сдерживания толп
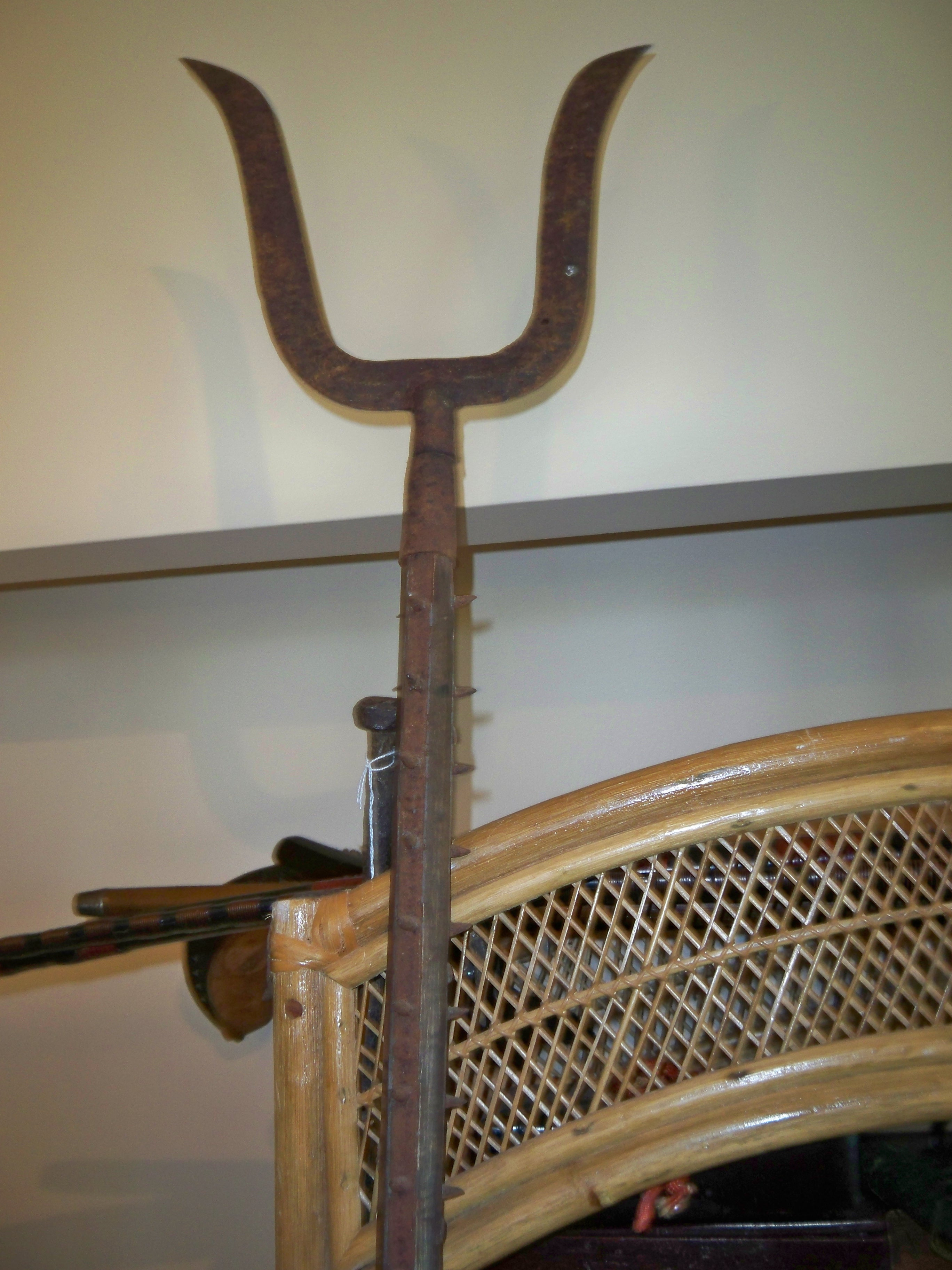
Сасумата периода Эдо
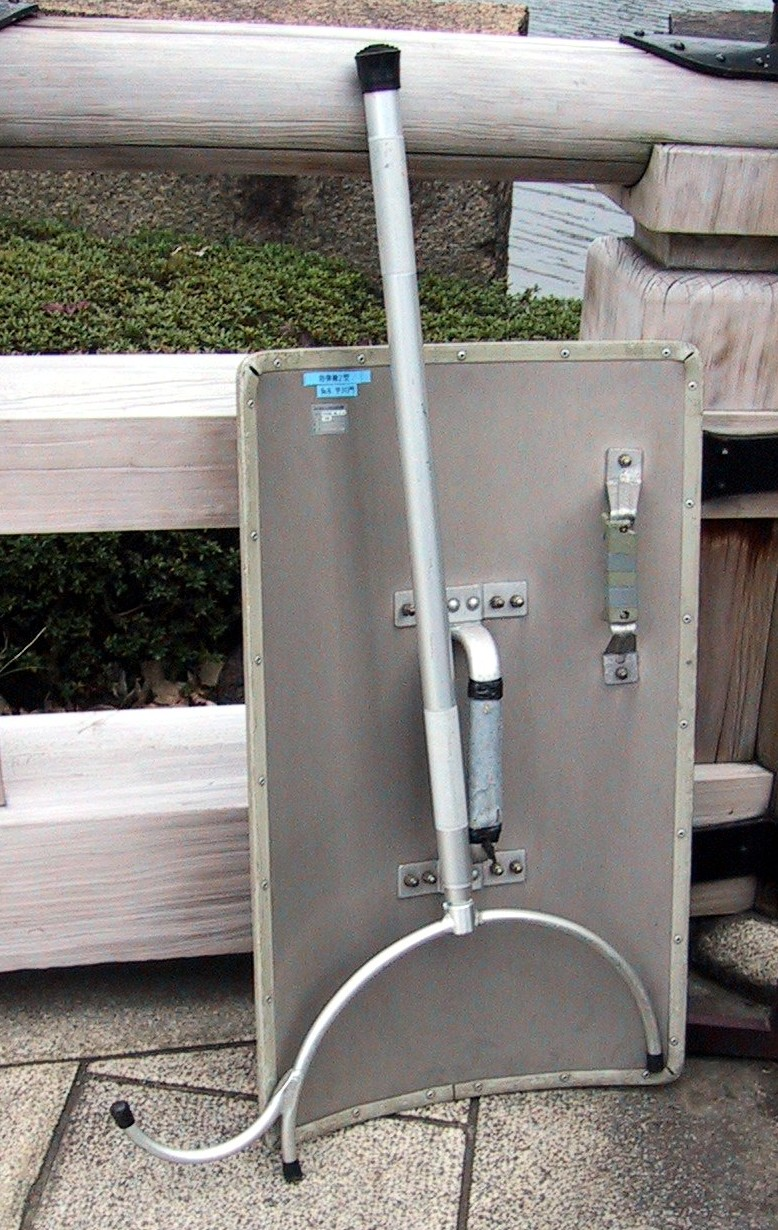
Современная сасумата